# Eotetranychus colurnae
Eotetranychus colurnae är en spindeldjursart som beskrevs av P. Mitrofanov 1978. Eotetranychus colurnae ingår i släktet Eotetranychus och familjen Tetranychidae. Inga underarter finns listade i Catalogue of Life.